# دوغ إي. ديفيس
دوغ إي. ديفيس (بالإنجليزية: Doug E. Davis)‏ هو سياسي أمريكي، ولد في 25 يونيو 1977. حزبياً، نشط في الحزب الجمهوري. وقد انتخب عضو مجلس ولاية مسيسيبي.